# 宮田和幸
宮田 和幸（みやた かずゆき、1976年1月29日 - ）は、日本の元男性レスリング選手、元総合格闘家。茨城県水戸市出身。土浦日本大学高等学校、日本大学文理学部卒業。BRAVE主宰。
バックボーンのレスリングを生かしたテイクダウンが得意で、強靭なフィジカルを誇った。

## 来歴
10歳からレスリングを始め、シドニーオリンピック・フリースタイル63kg級日本代表、全日本レスリング選手権大会フリースタイル3回優勝などの実績を持つ。
2004年11月20日、総合格闘技デビュー戦となったRumble on the Rock 6でホイラー・グレイシーと対戦し、三角絞めで一本負け。
2005年2月23日、K-1 WORLD MAXにて、K-1ルールで武田幸三と対戦し、3R0分39秒でKO負け。本来出場する予定であった山本"KID"徳郁の怪我による欠場により代打出場として大会前日のオファーを引き受けた。
2005年3月26日、HERO'Sでイアン・シャファーと対戦し、判定負け。
2005年7月6日、HERO'Sミドル級（-70kg）トーナメントの1回戦でシャミール・ガイダルベコフと対戦。タックルからテイクダウンし、チョークスリーパーでタップを奪い、プロ初勝利。
2005年9月7日、HERO'Sミドル級トーナメントの準決勝で須藤元気と対戦し、腕ひしぎ十字固めで一本負け。
2006年3月15日、HERO'Sでエリカス・ペトライティスと対戦し、腕ひしぎ十字固めで一本勝ち。
2006年5月3日、HERO'Sのメインイベントにて山本"KID"徳郁と対戦。試合開始直後に山本が放った左跳び膝蹴りを顎にまともに受け、4秒でKO負けを喫した。この膝蹴りで宮田は下顎骨を骨折、折れた顎をワイヤーで固定する手術を受け、長期離脱を余儀なくされた。
2006年10月9日、HERO'Sミドル級トーナメントのリザーブファイトでイアン・シャファーと再戦。パウンドの連打でシャファーの左目尻から流血、ドクターストップでTKO勝ち収めリベンジを果たした。
2007年1月27日、天皇杯全日本レスリング選手権大会・フリースタイル74kg級に出場。初戦となった2回戦を勝ち抜くも、3回戦で敗れベスト8となった。この結果、6月開催の明治乳業杯全日本選抜選手権への出場権を獲得したが、出場を辞退した。
2007年7月16日、HERO'S 2007 ミドル級トーナメント1回戦でビトー・"シャオリン"・ヒベイロと対戦。2R序盤にシャオリンにテイクダウンを許すと肩固めを極められ一本負け。
2007年9月17日、HERO'S 2007 ミドル級トーナメントのリザーブファイトでハービー・ハラと対戦。タックルでテイクダウンを奪い腕ひしぎ十字固めで一本勝ち。
2007年12月31日、K-1 PREMIUM 2007 Dynamite!!でヨアキム・ハンセンと対戦、チョークスリーパーで一本負け。
2008年3月15日、DREAM.1のライト級グランプリ1回戦でルイス・ブスカペと対戦、チョークスリーパーで一本負け。
2009年1月、東京都足立区千住に格闘技ジム「BRAVE」をオープン。
2009年5月24日、ZST初出場となったZST.20でタッグマッチ（15分3本勝負）に出場。永田克彦とオリンピックタッグを組み、山田哲也&奥出雅之と対戦するも、0-0のドローとなった。
2009年10月6日、DREAM.11のフェザー級（-63kg）グランプリ リザーブマッチでDJ.taikiと対戦し、判定勝ちを収めた。
2010年5月29日、ケージ開催となったDREAM.14で大塚隆史と対戦し、2-1の判定勝ち
2010年7月5日、K-1 WORLD MAX 2010 〜-63kg Japan Tournament FINAL〜の第1リザーブファイトで渡辺一久とK-1ルールで対戦。先に2度のダウンを奪ったあとに1度ダウンを奪い返されるも、ジャッジ3者とも27-26の判定勝ち。
2010年9月1日、埼玉県三郷市にリング、オクタゴンを完備したメガジム「BRAVE三郷支部」をオープンした。
2010年9月25日、DREAM.16でリオン武と対戦。1Rにはジャーマン・スープレックス2連発を繰り出し、3-0の判定勝ち。
2010年10月、ゆめ半島千葉国体レスリング・フリースタイル66kg級で3年8か月ぶりにレスリングに復帰。1回戦を勝ち抜くも、2回戦で敗退した。
2010年12月31日、Dynamite!! 〜勇気のチカラ2010〜で宇野薫と対戦。宇野をジャーマン・スープレックスで計3度投げ、3-0の判定勝ち。
2011年7月16日、DREAM JAPAN GP FINALのフェザー級（-65kg）タイトルマッチで王者の高谷裕之に挑戦し、1-2の判定負けで王座獲得に失敗した。
2011年12月31日、元気ですか!! 大晦日!! 2011で川尻達也と対戦し、肩固めで一本負け。
2018年12月31日、引退試合としてRIZIN.14で山本アーセンと対戦し、ガードポジションからのアームロックで一本勝ちを収め引退を飾った。

## 人物・エピソード
- プロ総合格闘家に転向して収入がサラリーマン時代（レスリング実業団）に比べて格段に増えたことで確定申告の際に驚いたとブログで語っている。
- 所属ジムが無く出稽古のみで練習していたため、移動の時間や費用が負担になり2009年1月に自分のジムを設立した。
- 23歳で結婚し、子供三人（息子・娘・娘）を持ち、千葉に一軒家を建てている。
- 三兄弟の次男。長男（レスリング、柔道、ボディビル）、次男（柔道、レスリング）、三男（サッカー）とスポーツ兄弟である。
- 中学時代、高校で同級生になる小見川道大と柔道の個人戦、県大会決勝で対戦。僅差の判定で敗れた。桜井"マッハ"速人も高校の同級生。小見川とは高校時代、学校に行かずに共にパチンコに行く仲だったという[12]。

## 戦績

### 総合格闘技
| 総合格闘技 戦績 | 総合格闘技 戦績 | 総合格闘技 戦績 | 総合格闘技 戦績 | 総合格闘技 戦績 | 総合格闘技 戦績 | 総合格闘技 戦績 |
| --------------- | --------------- | --------------- | --------------- | --------------- | --------------- | --------------- |
| 25 試合         | (T)KO           | 一本            | 判定            | その他          | 引き分け        | 無効試合        |
| 16 勝           | 1               | 9               | 6               | 0               | 0               | 0               |
| 9 敗            | 1               | 6               | 2               | 0               | 0               | 0               |

| 勝敗 | 対戦相手                       | 試合結果                                    | 大会名 | 開催年月日     |
| ○    | 山本アーセン                   | 2R 3:23 アームロック                        | RIZIN.14 | 2018年12月31日 |
| ○    | アンディ・サワー               | 1R 4:39 腕ひしぎ十字固め                    | RIZIN FIGHTING WORLD GRAND-PRIX 2016 無差別級トーナメント 2nd ROUND                                           | 2016年12月29日 |
| ○    | アスカ・ウンベルトブ           | 2R 1:26 肩固め                              | REAL 1 | 2014年12月23日 |
| ○    | キム・ジェウン                 | 2R 2:46 フロントチョーク                    | DEEP HALEO IMPACT 〜三崎和雄引退セレモニー〜                                                                  | 2012年12月22日 |
| ○    | エルザン・エスタノフ           | 5分2R終了 判定3-0                           | RINGS vol.2 〜CONQUISITO 探索〜                                                                               | 2012年9月23日  |
| ×    | 川尻達也                       | 2R 4:54 肩固め                              | 元気ですか!! 大晦日!! 2011                                                                                    | 2011年12月31日 |
| ×    | 高谷裕之                       | 5分3R終了 判定2-1                           | DREAM JAPAN GP FINAL -2011バンタム級日本トーナメント決勝戦- 【DREAMフェザー級タイトルマッチ】                 | 2011年7月16日  |
| ○    | 宇野薫                         | 5分3R終了 判定3-0                           | Dynamite!! 〜勇気のチカラ2010〜                                                                               | 2010年12月31日 |
| ○    | リオン武                       | 2R（10分/5分）終了 判定3-0                  | DREAM.16 | 2010年9月25日  |
| ○    | 大塚隆史                       | 5分3R終了 判定2-1                           | DREAM.14 | 2010年5月29日  |
| ○    | DJ.taiki                       | 2R（10分/5分）終了 判定3-0                  | DREAM.11 フェザー級グランプリ2009 決勝戦 【フェザー級グランプリ リザーブマッチ】                              | 2009年10月6日  |
| ○    | 山崎剛                         | 5分3R終了 判定2-0                           | DEEP 42 IMPACT                                                                                                | 2009年6月30日  |
| ○    | ソ・ジェヒョン                 | 1R 2:31 フロントチョーク                    | DEEP 41 IMPACT                                                                                                | 2009年4月16日  |
| ×    | ルイス・ブスカペ               | 1R 7:37 チョークスリーパー                  | DREAM.1 ライト級グランプリ2008 開幕戦 【ライト級トーナメント 1回戦】                                          | 2008年3月15日  |
| ×    | ヨアキム・ハンセン             | 2R 1:33 チョークスリーパー                  | K-1 PREMIUM 2007 Dynamite!!                                                                                   | 2007年12月31日 |
| ○    | ハービー・ハラ                 | 1R 1:13 腕ひしぎ十字固め                    | HERO'S 2007 ミドル級世界王者決定トーナメント決勝戦 【ミドル級トーナメント リザーブファイト】                  | 2007年9月17日  |
| ×    | ビトー・"シャオリン"・ヒベイロ | 2R 1:54 肩固め                              | HERO'S 2007 ミドル級世界王者決定トーナメント開幕戦 【ミドル級トーナメント 1回戦】                             | 2007年7月16日  |
| ○    | ブラックマンバ                 | 1R 3:38 変形チョークスリーパー              | HERO'S 2007 開幕戦 〜名古屋初上陸〜                                                                           | 2007年3月12日  |
| ○    | イアン・シャファー             | 1R 0:49 TKO（ドクターストップ：右瞼カット） | HERO'S 2006 ミドル&ライトヘビー級世界最強王者決定トーナメント決勝戦 【ミドル級トーナメント リザーブファイト】 | 2006年10月9日  |
| ×    | 山本"KID"徳郁                  | 1R 0:04 KO（左跳び膝蹴り）                  | HERO'S 2006 ミドル級世界最強王者決定トーナメント開幕戦                                                        | 2006年5月3日   |
| ○    | エリカス・ペトライティス       | 1R 3:59 腕ひしぎ十字固め                    | HERO'S 2006                                                                                                   | 2006年3月15日  |
| ×    | 須藤元気                       | 2R 4:45 腕ひしぎ十字固め                    | HERO'S 2005 ミドル級世界最強王者決定トーナメント準決勝 【ミドル級トーナメント 準々決勝】                      | 2005年9月7日   |
| ○    | シャミール・ガイダルベコフ     | 1R 2:49 チョークスリーパー                  | HERO'S 2005 ミドル級世界最強王者決定トーナメント開幕戦 【ミドル級トーナメント 1回戦】                         | 2005年7月6日   |
| ×    | イアン・シャファー             | 5分3R終了 判定1-2                           | HERO'S | 2005年3月26日  |
| ×    | ホイラー・グレイシー           | 2R 2:46 三角絞め                            | Rumble on the Rock 6                                                                                          | 2004年11月20日 |

### キックボクシング
| キックボクシング 戦績 | キックボクシング 戦績 | キックボクシング 戦績 | キックボクシング 戦績 | キックボクシング 戦績 | キックボクシング 戦績 | キックボクシング 戦績 |
| --------------------- | --------------------- | --------------------- | --------------------- | --------------------- | --------------------- | --------------------- |
| 2 試合                | (T)KO                 | 判定                  | その他                | 引き分け              | 無効試合              |                       |
| 1 勝                  | 0                     | 1                     | 0                     | 0                     | 0                     |                       |
| 1 敗                  | 1                     | 0                     | 0                     | 0                     | 0                     |                       |

| 勝敗 | 対戦相手 | 試合結果                   | 大会名 | 開催年月日    |
| ○    | 渡辺一久 | 3R終了 判定3-0             | K-1 WORLD MAX 2010 〜-70kg World Championship Tournament FINAL16 / -63kg Japan Tournament FINAL〜 【-63kg Japan Tournament 第1リザーブファイト】 | 2010年7月5日  |
| ×    | 武田幸三 | 3R 0:39 KO（右ローキック） | K-1 WORLD MAX 2005 〜日本代表決定トーナメント〜 【1回戦】                                                                                        | 2005年2月23日 |

### ミックスルール
| 勝敗 | 対戦相手 | 試合結果                     | 大会名                                                                                           | 開催年月日     |
| ×    | 日菜太   | 1R 2:14 TKO（3ノックダウン） | RIZIN FIGHTING WORLD GRAND-PRIX 2015 さいたま3DAYS 【MIXルール（1R キックルール/2R MMAルール）】 | 2015年12月29日 |

### グラップリング
| 勝敗 | 対戦相手 | 試合結果           | 大会名                         | 開催年月日    |
| △    | 小谷直之 | 8分1R終了 時間切れ | QUINTET FIGHT NIGHT 7 in TOKYO | 2021年7月13日 |

## 獲得タイトル
レスリング
- 1999年・全日本レスリング選手権大会フリースタイル63kg級 優勝
- 2001年・全日本レスリング選手権大会フリースタイル69kg級 優勝
- 2002年・全日本レスリング選手権大会フリースタイル66kg級 優勝

## 入場曲
- MONOPOLY（日華）